# Hillsboro (Indiana)
Hillsboro è un comune degli Stati Uniti d'America, situato nello Stato dell'Indiana, nella contea di Fountain.